# Список країн пісенного конкурсу Євробачення
| 1950-ті | 1960-ті | 1970-ті | 1980-ті | 1990-ті | 2000-ні | 2010-ті | 2020-ті |

Карта дебютів країн на Євробачення за десятиліттями:

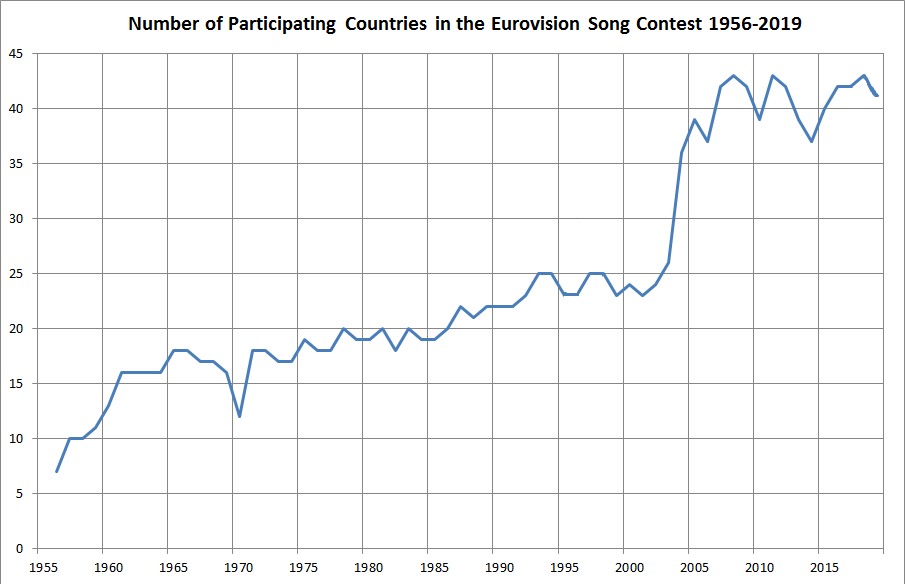
Графік, який показує кількість країн, які брали участь в Євробаченні в різні роки

З моменту заснування Пісенного конкурсу Євробачення в 1956 році 52 країни хоча б один раз взяли в ньому участь. З них 27 хоча б один раз вигравали конкурс. Цей пісенний конкурс проводить Європейська мовна спілка щорічно. У Євробаченні мають право брати участь всі активні члени спілки. Щороку країни, які бажають взяти участь у конкурсі, делегують виконавця із піснею на конкурс, щоб представляти свою країну. Національні мовники (телекомпанії) щороку організовують вибір виконавця, який представлятиме країну, голосування для обрання переможця конкурсу, а також і сам конкурс, якщо він проходить у країні мовника.
Право країн виступати на Євробаченні не обмежене географічно європейським континентом, попри префікс «Євро» в назві конкурсу. Декілька неєвропейських країн беруть участь в конкурсі зараз або брали участь в минулому. Так у конкурсі беруть участь Ізраїль та Австралія (з 1973 та 2015 років відповідно), а також Кіпр, Азербайджан, Вірменія та Грузія (з 1981, 2008, 2006 та 2007 років відповідно), приналежність яких до європейського континенту є спірною. В конкурсі беруть участь Росія та Туреччина (з 1994 та 1975 років відповідно), які є трансконтинентальними країнами. Також в конкурсі 1980 року одноразово брало участь Марокко. Деякі інші неєвропейські країни збиралися взяти участь в конкурсі, але з певних причин, їм це не вдалося.
Кількість країн, які беруть участь в Євробаченні, має тенденцію до зростання. На першому Євробаченні в 1956 році було лише 7 країн, а у 2017 році вже 42 країни. Рекордними роками з 43 учасниками є 2008, 2011 та 2018. Через ріст кількості учасників на початку 1990-х років, почали запроваджувати попередні відбори та обмеження. У 1993 році було проведено попередній відбір під назвою «Kvalifikacija za Millstreet» для того, щоб визначити три східноєвропейські країни з семи, які візьмуть участь у Євробаченні 1993. Після 1993 року було запроваджено правило, що шість країн з найгіршим результатом не можуть брати участь наступного року, але при цьому не можна дискваліфікувати країну два роки поспіль. У 1996 році було запроваджено правило, що всі країни, які хочуть взяти участь у Євробаченні, мають надіслати до журі записи пісень своїх виконавців і журі має обрати з них 22 найкращих, які й візьмуть участь в Євробаченні. Країнам, які приймали конкурс, давалося беззаперечне право брати участь у ньому. З 1997 до 2001 року використовувалось правило, за яким не брали участь в конкурсі країни з найнижчим середнім балом за останні п'ять років. У 2001—2003 роках знов використовувалось правило 1993—1996 років.
У 2004 році конкурс був розділений на півфінал та фінал, щоб всі країни, які бажають, могли взяти участь в конкурсі. З 2004 по 2007 рік десять країн, які виступили найкраще в попередньому році, а також так звана «Велика четвірка» (чотири країни, які роблять найбільші фінансові внески в Європейську мовну спілку — Франція, Німеччина, Іспанія та Велика Британія) потрапляли до фіналу одразу, ще 10 мали вийти з півфіналу. Таким чином у фіналі брали участь 24 країни. Починаючи з 2008 року проводиться два півфінали, тільки «Велика четвірка» (з 2011 року, з поверненням Італії — «Велика п'ятірка» та країна-господар одразу потрапляли до фіналу, всі інші мали вийти з півфіналів — з кожного по 10. Таким чином, кількість учасників півфіналу може становити 26 або 25 (якщо попереднього року конкурс виграв хтось з «Великої четвірки/п'ятірки». Виняток був зроблений на ювілейному 60-му конкурсі у 2015 році, коли до фіналу автоматично потрапила Австралія (тоді фіналістів було 27).
Німеччина, Франція та Велика Британія взяли участь майже у всіх пісенних конкурсах Євробачення. Марокко ж навпаки взяло учать лише один раз.

## Учасники
Нижче наведена таблиця зі всіма країнами, які взяли участь у конкурсі хоча б один раз. Сірим кольором позначені країни, які не беруть участь в конкурсі, рожевим країни, які більше не існують. Інформація в таблиці станом на 2024 рік.
Марокко взяло учать в конкурсі лише один раз. Люксембург, який є одним з перших семи учасників конкурсу, не брав участі протягом 30 років, з 1994 по 2024. Італія була відсутньою з 1997 до 2010 року включно. Словаччина брала участь в конкурсі в 1994, 1996 та 1998, і з того часу не бере участь у конкурсі, за виключенням нетривалого повернення на період 2009—2012 років. Монако брало участь в конкурсі в 1959—1979, і також не бере участі з тих пір, окрім тимчасового повернення в 2004—2006 роках. Югославія та Сербія та Чорногорія припинили своє існування в 1991 та 2006 роках відповідно. З 2007 року Сербія та Чорногорія беруть участь у конкурсі як окремі країни.
| Країна               | Рік дебюту | Рік останнього виступу | Кількість виступів | Виступи у фіналі | % проходу у фінал | Кількість перемог | Національний мовник                                                          |
| -------------------- | ---------- | ---------------------- | ------------------ | ---------------- | ----------------- | ----------------- | ---------------------------------------------------------------------------- |
| Бельгія              | 1956       | 2024                   | 64                 | 54               | 80,00             | 1                 | VRT (нід.) RTBF (фр.)                                                        |
| Франція              | 1956       | 2024                   | 65                 | 65               | —                 | 5                 | RTF (1956—1964) ORTF (1965—1974) TF1 (1975—1981) France Télévisions (з 1983) |
| Німеччина            | 1956       | 2024                   | 66                 | 66               | —                 | 2                 | ARD: - HR (1956—1978) - BR (1979—1991) - MDR (1992—1995) - NDR (з 1996)      |
| Італія               | 1956       | 2024                   | 48                 | 48               | —                 | 3                 | RAI                                                                          |
| Люксембург           | 1956       | 2024                   | 37                 | 37               | —                 | 5                 | CLT                                                                          |
| Нідерланди           | 1956       | 2024                   | 63                 | 53               | 85,25             | 5                 | NTS (1956—1969) NOS (1970—2009) TROS (2010—2013) AVROTROS (з 2014)           |
| Швейцарія            | 1956       | 2024                   | 63                 | 52               | 81,97             | 2                 | SRG SSR                                                                      |
| Австрія              | 1957       | 2024                   | 55                 | 48               | 88,68             | 2                 | ORF                                                                          |
| Данія                | 1957       | 2024                   | 51                 | 44               | 89,80             | 3                 | DR                                                                           |
| Велика Британія      | 1957       | 2024                   | 65                 | 65               | —                 | 5                 | BBC                                                                          |
| Швеція               | 1958       | 2024                   | 62                 | 61               | 98,33             | 7                 | Sveriges Radiotjänst (1958—1979) SVT (з 1980)                                |
| Монако               | 1959       | 2006                   | 24                 | 21               | 87,50             | 1                 | TMC                                                                          |
| Норвегія             | 1960       | 2024                   | 61                 | 58               | 94,92             | 3                 | NRK                                                                          |
| Фінляндія            | 1961       | 2024                   | 56                 | 48               | 85,19             | 1                 | Yle                                                                          |
| Іспанія              | 1961       | 2024                   | 62                 | 62               | —                 | 2                 | TVE                                                                          |
| Югославія            | 1961       | 1992                   | 27                 | 27               | —                 | 1                 | JRT                                                                          |
| Португалія           | 1964       | 2024                   | 54                 | 45               | 82,69             | 1                 | RTP                                                                          |
| Ірландія             | 1965       | 2024                   | 56                 | 45               | 83,33             | 7                 | RTÉ                                                                          |
| Мальта               | 1971       | 2024                   | 35                 | 26               | 78,79             | 0                 | PBS                                                                          |
| Ізраїль              | 1971       | 2024                   | 45                 | 38               | 86,05             | 4                 | IBA                                                                          |
| Греція               | 1973       | 2024                   | 43                 | 40               | 95,12             | 1                 | NERIT (2014—2015) ERT (1974—2013, з 2016)                                    |
| Туреччина            | 1975       | 2012                   | 34                 | 33               | 97,06             | 1                 | TRT                                                                          |
| Марокко              | 1980       | 1980                   | 1                  | 1                | —                 | 0                 | SNRT                                                                         |
| Кіпр                 | 1981       | 2024                   | 39                 | 32               | 83,78             | 0                 | CyBC                                                                         |
| Ісландія             | 1986       | 2024                   | 35                 | 27               | 78,79             | 0                 | RÚV                                                                          |
| Боснія і Герцеговина | 1993       | 2016                   | 19                 | 18               | 94,74             | 0                 | BHRT                                                                         |
| Хорватія             | 1993       | 2024                   | 28                 | 19               | 69,23             | 0                 | HRT                                                                          |
| Словенія             | 1993       | 2024                   | 28                 | 16               | 57,69             | 0                 | RTV SLO                                                                      |
| Естонія              | 1994       | 2024                   | 26                 | 16               | 61,54             | 1                 | ERR                                                                          |
| Угорщина             | 1994       | 2019                   | 17                 | 14               | 82,35             | 0                 | MTVA                                                                         |
| Литва                | 1994       | 2024                   | 23                 | 16               | 66,67             | 0                 | LRT                                                                          |
| Польща               | 1994       | 2024                   | 25                 | 16               | 60,87             | 0                 | TVP                                                                          |
| Румунія              | 1994       | 2023                   | 23                 | 19               | 85,71             | 0                 | TVR                                                                          |
| Росія                | 1994       | 2021                   | 23                 | 22               | 95,65             | 1                 | Росія-1 (1994, 1996, з 2008) Перший канал (з 1995)                           |
| Словаччина           | 1994       | 2012                   | 7                  | 3                | 42,86             | 0                 | STV                                                                          |
| Північна Македонія   | 1998       | 2022                   | 21                 | 9                | 45,00             | 0                 | MRT                                                                          |
| Латвія               | 2000       | 2024                   | 23                 | 10               | 47,62             | 1                 | LTV                                                                          |
| Україна              | 2003       | 2024                   | 18                 | 18               | 100               | 3                 | НСТУ (UA:Перший)                                                             |
| Албанія              | 2004       | 2024                   | 19                 | 11               | 58,82             | 0                 | RTSH                                                                         |
| Андорра              | 2004       | 2009                   | 6                  | 0                | 0                 | 0                 | RTVA                                                                         |
| Білорусь             | 2004       | 2019                   | 16                 | 6                | 37,50             | 0                 | Белтелерадіокомпанія                                                         |
| Сербія та Чорногорія | 2004       | 2005                   | 2                  | 2                | —                 | 0                 | UJRT                                                                         |
| Болгарія             | 2005       | 2022                   | 14                 | 5                | 38,46             | 0                 | БНТ                                                                          |
| Молдова              | 2005       | 2024                   | 18                 | 13               | 68,75             | 0                 | TRM                                                                          |
| Вірменія             | 2006       | 2024                   | 15                 | 12               | 76,92             | 0                 | AMPTV, ShantTV                                                               |
| Чехія                | 2007       | 2024                   | 11                 | 5                | 33,33             | 0                 | ČT                                                                           |
| Грузія               | 2007       | 2024                   | 15                 | 7                | 53,85             | 0                 | GPB                                                                          |
| Чорногорія           | 2007       | 2022                   | 12                 | 2                | 18,18             | 0                 | RTCG                                                                         |
| Сербія               | 2007       | 2024                   | 15                 | 12               | 76,92             | 1                 | РТС                                                                          |
| Азербайджан          | 2008       | 2024                   | 15                 | 13               | 92,31             | 1                 | İTV                                                                          |
| Сан-Марино           | 2008       | 2024                   | 13                 | 3                | 27,27             | 0                 | SMRTV                                                                        |
| Австралія            | 2015       | 2024                   | 8                  | 7                | 83,33             | 0                 | SBS                                                                          |

## Члени Європейської мовної спілки, які ніколи не брали участь в Євробаченні
Ці країни є повноцінними членами Європейської мовної спілки. Вони мають право брати участь в Євробаченні, але з певних причин цього не роблять:
- Алжир — ENTV, ENRS, TDA
- Ватикан — Радіо Ватикану
- Єгипет — ERTU
- Йорданія — JRTV
- Ліван — Tele Liban
- Лівія — LNC
- Туніс — ERTT

## Країни, яким не вдалося дебютувати
У минулому відбувалися безуспішні спроби деяких країн взяти участь в Євробаченні. Щоб взяти участь в Євробаченні, мовник має бути членом Європейської мовної спілки та має подати заявку на участь у конкурсі до певної кінцевої дати. Кожний мовник-учасник платить внесок, який іде на організацію конкурсу. Якщо країна вирішить відмовитися від участі в конкурсі вже після кінцевої дати, вона все одно має заплатити внесок, крім того, на таку країну можуть накласти додаткові санкції, наприклад штраф або дискваліфікацію.
- КНР (Китай на пісенному конкурсі Євробачення) — Китайське телебачення транслювало Пісенний конкурс Євробачення 2015, після якого китайський місцевий телеканал із провінції Хунань висловив свою зацікавленість в участі у Євробаченні 2016. Європейська мовна спілка відповіла на це, що «вони є відкритими й завжди шукають нових елементів для кожного пісенного конкурсу Євробачення». Але пізніше Європейська мовна спілка заперечила, що Китай може взяти участь в Євробаченні 2016 як гість або повноцінний учасник.
- Гібралтар — Починаючи з 2006 року гібралтарський національний мовник Gibraltar Broadcasting Corporation (GBC) намагається отримати членство в Європейській мовній спілці й брати участь в Євробаченні самостійно. Але Gibraltar Broadcasting Corporation не може отримати це членство, оскільки Гібралтар є частиною Британських заморських територій.
- Фарерські острови — Починаючи з 2010 року національний мовник Фарерських островів Kringvarp Føroya (KVF) намагається отримати членство в Європейській мовній спілці й брати участь у Євробаченні самостійно. Але Kringvarp Føroya не може отримати це членство, оскільки Фарерські острови є частиною Королівства Данія.
- Гренландія — Починаючи з 2011 року гренландський національний мовник Kalaallit Nunaata Radioa (KNR) намагається отримати членство в Європейській мовній спілці й брати участь в Євробаченні самостійно. Але Kalaallit Nunaata Radioa не може отримати це членство, оскільки Гренландія є частиною Королівства Данія.
- Казахстан (Казахстан на пісенному конкурсі Євробачення) — 18 грудня 2015 було оголошено що казахська медіакомпанія Khabar Agency отримала асоційоване членство в Європейській мовній спілці, але цього недостатньо для участі в Євробаченні[5]. Тільки для Австралії, яка є асоційованим членом вже понад 30 років, було зроблене виключення. Казахстан сподівається отримати повноцінне членство в Європейській мовній спілці й взяти участь в Євробаченні[6].
- Косово — Косово ще ніколи не брало участь в Євробаченні, але косовський національний мовник RTK вже багато років має право транслювати Пісенний конкурс Євробачення, Дитяче Євробачення та Євробачення Юних Танцюристів. Також Косово взяло участь в Євробаченні Юних Танцюристів 2011. RTK висловило бажання вступити до Європейської мовної спілки та взяти участь в Євробаченні 2009 одразу після оголошення Косовом незалежності у 2008 році, але за правилами Європейської мовної спілки RTK може стати її членом тільки після отримання членства в Міжнародному телекомунікаційному союзі[7]. Трохи пізніше Косово отримало асоційоване членство в Європейській мовній спілці.
- Ліван (Ліван на пісенному конкурсі Євробачення) — ліванський національний мовник Tele Liban збирався зробити дебют на Євробаченні 2005, але йому довелося відмовитись від своїх планів через законодавчу заборону транслювати ізраїльський контент (Ізраїль брав участь в Євробаченні 2005).
- Ліхтенштейн — в 1976 році Ліхтенштейн висловив бажання взяти участь у Євробаченні, але оскільки в країні не було власного мовника, країні було відмовлено. В ті часи жителі Ліхтенштейна дивилися Євробачення на швейцарському, австрійському чи німецькому телебаченні. 15 серпня 2008 року був заснований перший ліхтенштейнський телеканал 1FLTV[8]. В липні 2009 року телеканал оголосив про свої наміри вступити до Європейської мовної спілки та взяти участь в Євробаченні 2010, але вже в листопаді того ж року телеканал оголосив, що йому доведеться відкласти вступ до ЄМС та участь в Євробаченні з фінансових причин. З того часу телеканал безрезультатно намагається знайти кошти на участь в Євробаченні. У 2012 році телеканал попросив уряд Ліхтенштейна профінансувати участь у Євробаченні, але йому було відмовлено.
- Катар — катарське радіо є асоційованим членом Європейської мовної спілки, але для участі в Євробаченні треба бути повноцінним членом. 12 травня 2009 катарське радіо офіційно заявило, що зацікавлене в отриманні повноцінного членства в ЄМС і в участі в Євробаченні. У 2009 році катарське радіо направило свою делегацію на Євробачення 2009 та запустило передачу «12 балів від Катару» присвячену Євробаченню, яка отримала позитивні відгуки.
- Шотландія — Шотландська національна партія багато разів закликала надати Шотландії право брати участь у Євробаченні, але кожного разу їм відмовляли. 11 лютого 2008 Європейська мовна спілка заявила, що Шотландія може стати їх членом, але попри це все одно не зможе взяти участь в Євробаченні, оскільки BBC володіє ексклюзивним правом представляти всю Велику Британію. 25 листопада 2013 уряд Шотландії опублікував «дорожню мапу з незалежності», яка б вступила в дію у випадку позитивного результату на референдумі з незалежності. Цей документ містив плани приєднатись до Європейської мовної спілки та взяти участь в Євробаченні. Але оскільки 18 вересня 2014 шотландці вирішили залишитись частиною Великої Британії, ці плани так і не були втілені в життя.
- Уельс — в 1969 році BBC Cymru Wales (уельський підрозділ BBC) запустив телешоу «Cân i Gymru» для відбору учасників для Євробачення, але було вирішено, що прав BBC продовжить делегувати виконавців, які представлятимуть всю країну. Попри це «Cân i Gymru» існує і досі, а його переможці щорічно беруть участь в Панкельтських фестивалях.
- Туніс — країна мала взяти участь в Євробаченні 1977, але вона несподівано відмовилась і причини для цього ніколи не були офіційно оголошені, хоча існували чутки, що національний мовник ERTT передумав брати участь в одному конкурсі з Ізраїлем.
- СРСР (СРСР на пісенному конкурсі Євробачення) — у 2009 році колишній робітник Міністерства освіти РРФСР Едуард Фомін розповів, що в 1987 році міністр освіти СРСР Георгій Веселов запропонував взяти участь в Євробаченні. Його пропозиція була продиктована політичними мотивами, оскільки перемога СРСР на Євробаченні могла б добре вплинути на відносини із західними країнами. Він навіть запропонував Валерія Леонтьєва як виконавця, але його ідея не була підтримана ані Комуністичною партію, ані особисто Горбачовим[9].

### Виноски
1. ↑  VRT та RTBF поділяють між собою обов'язки щодо Євробачення
2. ↑  Федеративна Республіка Югославія брала участь в конкурсі 1992 року як «Югославія»
3. ↑  Росія-1 та Перший канал поділяють між собою обов'язки щодо Євробачення